# Conus hazinorum
Espèce
Conus hazinorum est une espèce de mollusques gastéropodes marins de la famille des Conidae.
Comme toutes les espèces du genre Conus, ces escargots sont prédateurs et venimeux. Ils sont capables de « piquer » les humains et doivent donc être manipulés avec précaution, voire pas du tout.

## Distribution
Cette espèce marine d'escargot conique est présente au large du Brésil.

## Taxonomie

### Publication originale
L'espèce Conus hazinorum a été décrite pour la première fois en 2014 par les malacologistes américains Edward James Petuch et Robert F. Myers dans la publication intitulée « Xenophora Taxonomy »,.

### Synonymes
- Conasprelloides hazinorum Petuch & R. F. Myers, 2014 · non accepté
- Conus (Dauciconus) hazinorum (Petuch & R. F. Myers, 2014) · appellation alternative